# Tom Barlow
Thomas Jefferson „Tom” Barlow III (ur. 7 sierpnia 1940, zm. 31 stycznia 2017 w Paducah) – amerykański polityk, członek Partii Demokratycznej. W latach 1993–1995 był przedstawicielem pierwszego okręgu wyborczego w stanie Kentucky w Izbie Reprezentantów Stanów Zjednoczonych.